# Skulpturen am Fluss

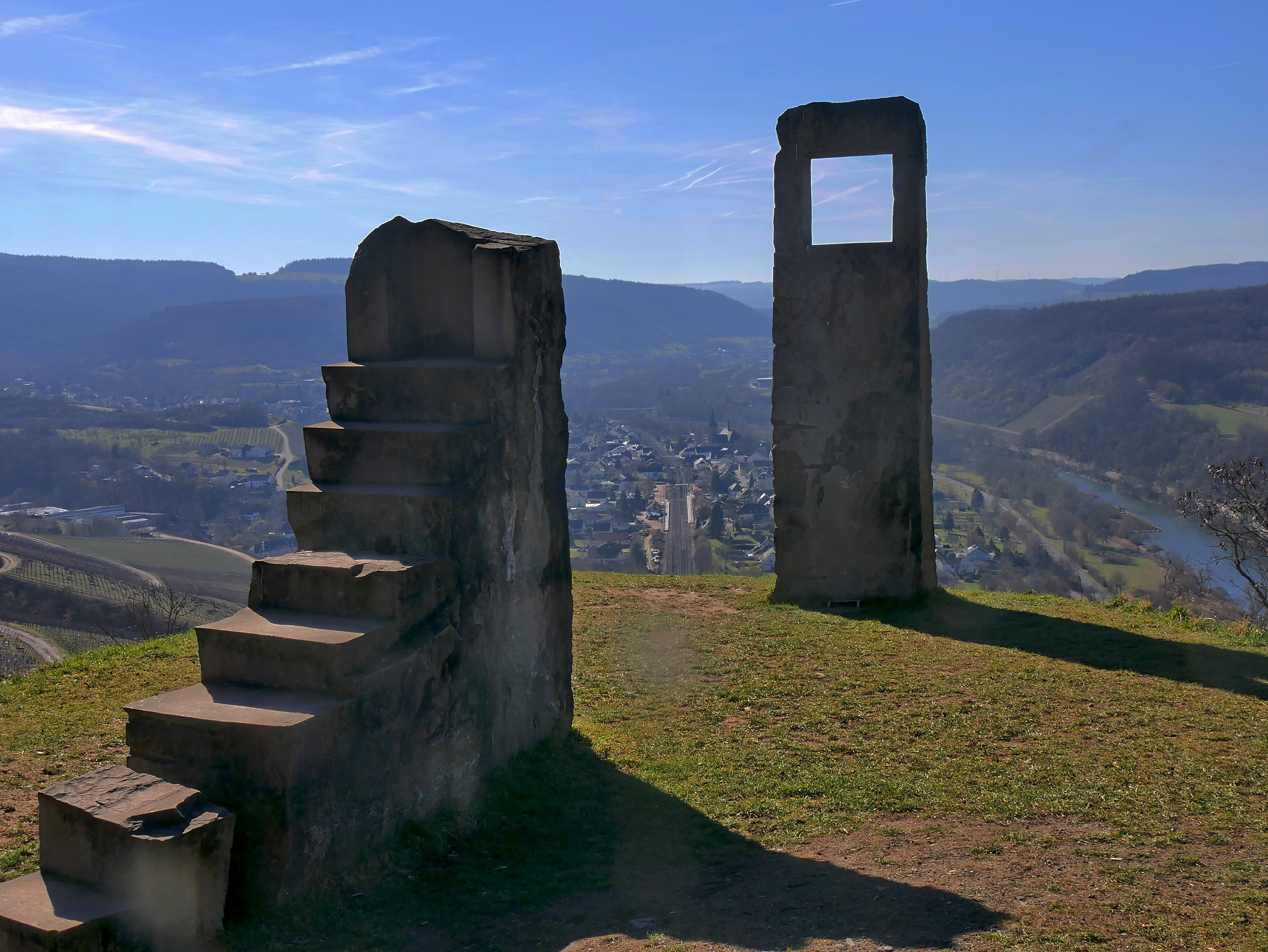
Passagio Animato

Skulpturen am Fluss ist ein Projekt der Verbandsgemeinden Konz und Saarburg im Rahmen des landesweiten Skulpturenweg Rheinland-Pfalz. Ebenso ist es Teil der völkerverbindenden Straße des Friedens, die von der normannischen Küste bis nach Moskau führt.

## Projektbeschreibung
Der Skulpturenweg entstand 2007 bei einem internationalen Bildhauersymposium. Er führt über zwanzig Kilometer der Saar entlang von Konz über Saarburg bis nach Serrig.
Konz ist auch Ausgangsort des Skulpturenwegs Steine am Fluss.

## Skulpturen
| Bezeichnung            | Standort                                                                                 | errichtet | Künstler             | Anmerkungen | Bild                       |
| ---------------------- | ---------------------------------------------------------------------------------------- | --------- | -------------------- | --- | -------------------------- |
| Brücke                 | Bei der Niedermenniger historischen Ölmühle (Standort)                                   | 2007      | Thomas Link          | Achtzehn Steine erinnern an die Reste eines Ruinenfeldes, ein mächtiger Brückenstein liegt über einem Bachlauf. Entstanden im Rahmen des Bildhauersymposiums 2007 in Konz | Brücke                     |
| Welle und Falte        | Südöstliche der Niedermenniger Ölmühle an dem Weg entlang des Mühlgrabens (Standort)     | 2007      | Johannes Michler     | Die Skulptur weist auf die erdgeschichtlichen Bewegungen des Tälchens hin. Entstanden im Rahmen des Bildhauersymposiums 2007 in Konz | Welle und Falte            |
| Rast                   | Auf der Anhöhe westliche des Konzer Tälchens etwa auf der Höhe von Obermennig (Standort) | 2007      | Eileen Mac Donagh    | Ragt als Wächter über das Tälchen mit seiner Wein- und Kulturlandschaft. Entstanden im Rahmen des Bildhauersymposiums 2007 in Konz | Sentry                     |
| Brücke                 | An einer Wegkreuzung zwischen Obermennig und Krettnach (Standort)                        | 2007      | Birgit Knappe        | Ein Stein geteilt und wieder zusammengefügt mit der Aufforderung dort etwas zu bleiben. Entstanden im Rahmen des Bildhauersymposiums 2007 in Konz | Rast                       |
| Pasaggio Animato       | Auf dem Wiltinger Galgenberg (Standort)                                                  | 2007      | Maria Claudia Farina | Der Schrifttext auf dem höchsten Element der Skulptur ist eine mögliche Spur, um den Bezug zu dem zu finden, was den Namen des Ortes geprägt hat; es sind Maße, die etwas beschreiben und die auch einige formale Aspekte der Skulptur bestimmt haben – doch es ist nur einer der möglichen Zugänge zu dieser Arbeit. Entstanden im Rahmen des Bildhauersymposiums 2007 in Konz | Sandstein Passagio Animato |
| Feuersprung            | In den Saarauen bei Wiltingen nördlich der Straßenbrücke (Standort)                      | 2007      | Sigrún Ólafsdóttir   | Der „Feuersprung“ ist das Ergebnis einer Zwiesprache zwischen mir, der Form und dem Material. Im Kontext des Ortes am Altarm der Saar entsteht eine neue Zwiesprache: zwischen Kunstwerk und Natur – über Leichtigkeit und Schwere, über Werden und Vergehen, über Kraft und Zärtlichkeit, Bedrohung und Trost. Entstanden im Rahmen des Bildhauersymposiums 2007 in Konz       | Feuersprung                |
| Tulp uit Amsterdam     | In den Saarauen bei Kanzem, westlich des Orts (Standort)                                 | 2007      | Ton Kalle            | Die Tulpe ist ein Geschenk aus der Tiefe meines Herzens an diesen wunderschönen Weinberg mit all seiner Sonnenkraft in seinem herrlichen Rebensaft. Entstanden im Rahmen des Bildhauersymposiums 2007 in Konz | Tulp uit Amsterdam         |
| Meteor                 | Auf dem „Goldberg“ nördlich von Wawern (Standort)                                        | 2007      | Jürgen Waxweiler     | Meteore griechisch für „schwebend in der Luft“ sind im weiteren Sinne lokale, sporadische Leuchterscheinungen am Himmel und an der Erdoberfläche.... Entstanden im Rahmen des Bildhauersymposiums 2007 in Konz | Meteor                     |
| Stille                 | Südlich von Tawern in der Nähe der Grillhütte (Standort)                                 | 2007      | Werner Bitzigeio     | Die Stahlarbeit in Tawern soll wie ein natürliches Phänomen wirken, dem man sich nähern kann, um zu fühlen, um bewegt, vielleicht begeistert zu sein – sie strahlt Würde aus und beeindruckt durch ihre Kraft. Entstanden im Rahmen des Bildhauersymposiums 2007 in Konz | Stille                     |
| Hoher Dreher Sandstein | Am Saarufer in Konz-Könen (Standort)                                                     | 2007      | Thomas Michler       | Der Stein ist so bearbeitet, dass Statik und Gewicht scheinbar aufgehoben erscheinen. Entstanden im Rahmen des Bildhauersymposiums 2007 in Konz | Sandstein Hoher Dreher     |

## Die vier Elemente
| Bezeichnung | Standort                                                            | errichtet | Künstler        | Anmerkungen | Bild            |
| ----------- | ------------------------------------------------------------------- | --------- | --------------- | --- | --------------- |
| Erde        | Am Saarufer etwas oberhalb von Bibelhausen (Standort)               | 2007      | Joan Thimmel    | Die Skulptur des rumänischen Künstlers wächst am Saarufer bei Biebelhausen wie ein Schiffstau aus der Erde. Der Knoten betont die Verbindung zwischen Himmel und Erde. Entstanden im Rahmen des Bildhauersymposiums 2007 in Konz                                                           | Skulptur Erde   |
| Feuer       | Am Saarufer unterhalb des Altstadttunnels (Standort)                | 2007      | Lois Theobald   | An der Schiffsanlegestelle befindet sich die Plastik aus geschmiedetem Eisen mit Namen „Feuer“ des lothringischen Künstlers Louis Theobald. Sie weist auf die zwei Gesichter des Feuers hin und ist abends von innen beleuchtet. Entstanden im Rahmen des Bildhauersymposiums 2007 in Konz | Skulptur Feuer  |
| Wasser      | Am Hochwasserschutzdamm von Schoden nahe dem Absperrdamm (Standort) | 2007      | Cordue & Klüfer | Die Drei Wellen symbolisieren die geologische Entstehungsgeschichte und laden zum Niederlassen und Verweilen ein. Entstanden im Rahmen des Bildhauersymposiums 2007 in Konz | Skulptur Wasser |
| Luft        | Am Ortseingang von Serrig (Standort)                                | 2007      | Igor Michailow  | Die Plastik am Ortseingang von Serrig steht stellvertretend für die Bemühungen des Künstlers Igor Michailow Raum und Zeit in seiner Kunst Gestalt zu geben. Entstanden im Rahmen des Bildhauersymposiums 2007 in Konz                                                                      | Skulptur Luft   |